# Shinobu Ikeda
Shinobu Ikeda (Prefettura di Shizuoka, 5 gennaio 1962) è un ex calciatore giapponese, di ruolo difensore.

## Statistiche

### Statistiche da allenatore

#### Panchine da commissario tecnico della nazionale giapponese femminile
| Cronologia completa delle presenze e delle reti in nazionale ― Giappone | Cronologia completa delle presenze e delle reti in nazionale ― Giappone | Cronologia completa delle presenze e delle reti in nazionale ― Giappone | Cronologia completa delle presenze e delle reti in nazionale ― Giappone | Cronologia completa delle presenze e delle reti in nazionale ― Giappone | Cronologia completa delle presenze e delle reti in nazionale ― Giappone | Cronologia completa delle presenze e delle reti in nazionale ― Giappone | Cronologia completa delle presenze e delle reti in nazionale ― Giappone |
| Data                                                                    | Città                                                                   | In casa                                                                 | Risultato                                                               | Ospiti                                                                  | Competizione                                                            | Reti                                                                    | Note                                                                    |
| ----------------------------------------------------------------------- | ----------------------------------------------------------------------- | ----------------------------------------------------------------------- | ----------------------------------------------------------------------- | ----------------------------------------------------------------------- | ----------------------------------------------------------------------- | ----------------------------------------------------------------------- | ----------------------------------------------------------------------- |
| 31-5-2000                                                               | Canberra                                                                | Giappone                                                                | 0 – 1                                                                   | Australia                                                               | Pan-Pacific Cup                                                         | -                                                                       |                                                                         |
| 2-6-2000                                                                | Sydney                                                                  | Giappone                                                                | 2 – 1                                                                   | Nuova Zelanda                                                           | Pan-Pacific Cup                                                         | -                                                                       |                                                                         |
| 4-6-2000                                                                | Canberra                                                                | Giappone                                                                | 0 – 2                                                                   | Cina                                                                    | Pan-Pacific Cup                                                         | -                                                                       |                                                                         |
| 8-6-2000                                                                | Newcastle                                                               | Giappone                                                                | 1 – 4                                                                   | Stati Uniti                                                             | Pan-Pacific Cup                                                         | -                                                                       |                                                                         |
| 10-6-2000                                                               | Newcastle                                                               | Giappone                                                                | 1 – 5                                                                   | Canada                                                                  | Pan-Pacific Cup                                                         | -                                                                       |                                                                         |
| 17-12-2000                                                              | Phoenix                                                                 | Giappone                                                                | 1 – 1                                                                   | Stati Uniti                                                             | Amichevole                                                              | -                                                                       |                                                                         |
| 16-3-2001                                                               | Taipei                                                                  | Giappone                                                                | 2 – 0                                                                   | Taipei cinese                                                           | Amichevole                                                              | -                                                                       |                                                                         |
| 3-8-2001                                                                | Ulsan                                                                   | Giappone                                                                | 1 – 1                                                                   | Corea del Sud                                                           | Tournament of 4 Nations                                                 | -                                                                       |                                                                         |
| 5-8-2001                                                                | Gangneung                                                               | Giappone                                                                | 2 – 2                                                                   | Cina                                                                    | Tournament of 4 Nations                                                 | -                                                                       |                                                                         |
| 8-8-2001                                                                | Suwon                                                                   | Giappone                                                                | 1 – 1                                                                   | Brasile                                                                 | Tournament of 4 Nations                                                 | -                                                                       |                                                                         |
| 7-9-2001                                                                | Chicago                                                                 | Giappone                                                                | 0 – 1                                                                   | Germania                                                                | Nike Cup                                                                | -                                                                       |                                                                         |
| 9-9-2001                                                                | Chicago                                                                 | Giappone                                                                | 0 – 3                                                                   | Cina                                                                    | Nike Cup                                                                | -                                                                       |                                                                         |
| 4-12-2001                                                               | Taipei                                                                  | Giappone                                                                | 14 – 0                                                                  | Singapore                                                               | Coppa d'Asia 2001                                                       | -                                                                       |                                                                         |
| 8-12-2001                                                               | Taipei                                                                  | Giappone                                                                | 11 – 0                                                                  | Guam                                                                    | Coppa d'Asia 2001                                                       | -                                                                       |                                                                         |
| 10-12-2001                                                              | Taipei                                                                  | Giappone                                                                | 0 – 1                                                                   | Corea del Nord                                                          | Coppa d'Asia 2001                                                       | -                                                                       |                                                                         |
| 12-12-2001                                                              | Taipei                                                                  | Giappone                                                                | 3 – 1                                                                   | Vietnam                                                                 | Coppa d'Asia 2001                                                       | -                                                                       |                                                                         |
| 14-12-2001                                                              | Taipei                                                                  | Giappone                                                                | 2 – 1                                                                   | Corea del Sud                                                           | Coppa d'Asia 2001                                                       | -                                                                       |                                                                         |
| 16-12-2001                                                              | Taipei                                                                  | Giappone                                                                | 0 – 2                                                                   | Corea del Nord                                                          | Coppa d'Asia 2001                                                       | -                                                                       |                                                                         |
| 3-4-2002                                                                | Poitiers                                                                | Giappone                                                                | 0 – 1                                                                   | Francia                                                                 | Tournament of 4 Nations                                                 | -                                                                       |                                                                         |
| 6-4-2002                                                                | Poitiers                                                                | Giappone                                                                | 1 – 1                                                                   | Australia                                                               | Tournament of 4 Nations                                                 | -                                                                       |                                                                         |
| 9-4-2002                                                                | Poitiers                                                                | Giappone                                                                | 3 – 2                                                                   | Canada                                                                  | Tournament of 4 Nations                                                 | -                                                                       |                                                                         |
| Totale                                                                  |                                                                         | Presenze                                                                | 21                                                                      |                                                                         | Reti                                                                    | 7                                                                       |                                                                         |